# Mario Arzola Medina
Mario Francisco Arzola Medina (San Carlos, 7 de enero de 1994) fue un abogado y político chileno, militante de la Democracia Cristiana, quien se desempeñó como alcalde de la ciudad de Chillán entre 1992 y 1994.

## Biografía
Su educación transcurrió entre las ciudades de San Carlos, Talca y Santiago, en esta última ciudad, se tituló de abogado en la Universidad de Chile en 1970. En 1965 escribe "El socialismo comunitario: Concepción económica de la Democracia Cristiana" junto a Enzo Devoto, al año siguiente escribió sus memorias tituladas "La democracia humanista". Retornó a la entonces provincia de Ñuble al finalizar sus estudios, siendo parte del cuerpo académico de la sede local de su alma mater y también como integrante de la Corte de Apelaciones de Chillán.
Entre 1982 y 1989 fue presidente del Colegio de Abogados de Chillán. Luego fue elegido alcalde de Chillán en 1992 y su principal obra en la ciudad, fue la creación del Patio de Artistas del Cementerio Municipal de Chillán, como consecuencia de la creación de la tumba de Claudio Arrau.
Arzola Medina falleció en 1994 durante su mandato edilicio, producto de un accidente automovilístico, en un viaje desde Chillán con destino a Santiago de Chile. Sus restos descansan en el Cementerio municipal de Chillán.